# I Wanna Reach Right Out and Grab Ya
I Wanna Reach Right Out and Grab Ya is de eenentwintigste aflevering van het negende seizoen van het tienerdrama Beverly Hills, 90210, die voor het eerst werd uitgezonden op 14 april 1999.

## Plot
Gina, David, Kelly, Matt en David zitten te ontbijten in de Peach Pitt wanneer Gina vertelt dat haar oude vriendin Oksana, die zij nog kent van haar tijd van het kunstschaatsen, in de stad is en met haar wil optrekken. Wat zij verzwijgt, is dat Oksana haar gewoon inhuurt om wat klusjes op te knappen en op het huis van Oksana te passen. Gina vergeet een van de dure vissen te voeren en deze gaat dood. De assistente van Okasana komt plotseling aanzetten met de dode vis en is boos nu zij haar vakantie vanwege de vis moet afzeggen. Gina schaamt zich omdat dit allemaal gebeurt in het bijzijn van Dylan, Kelly en Matt. Wanneer zij naar huis wil rijden, heeft de auto een lekke band, maar een jongen komt zijn hulp aanbieden. Hij overvalt Gina echter opeens met een mes, maar dankzij een paar rake klappen kan zij vluchten en rent ze naar Dylan en Kelly, die toevallig net komen aanlopen. Dylan wil de overvaller pakken maar ziet hem nergens meer en Kelly heeft haar twijfels over dit verhaal van Gina.
David verlaat het ontbijt en bij de kassa ziet hij een oude bekende. Het betreft een oude dj genaamd Sonny Sharp, naar wie hij vroeger altijd luisterde. Sonny vertelt David dat hij nu oud en uitgerangeerd is, en David vraagt hem mee te komen naar zijn radioprogramma. Na enig aarzelen aanvaardt Sonny het aanbod. David is hier blij mee maar zijn baas niet; hij wil hem weg hebben. Dit leidt ertoe dat Sonny nog meer gaat twijfelen over zijn carrière. David zorgt ervoor dat hij verhinderd is om zijn programma te presenteren en vraagt Sonny zijn taak over te nemen. Eindelijk krijgt David Sonny zover dat hij dit doet, en het wordt een succes, zozeer zelfs dat Davids baas Sonny voor vast wil inhuren.
Donna is bij haar ouders voor een bezoekje en zij voelt een vijandige sfeer tussen haar ouders. Later hoort Donna dat zij uit elkaar gaan, wat als een donderslag bij Donna aankomt. Zij kan dit niet bevatten en wil weten waarom. Zij hoort van haar moeder dat haar vader dit wil. In een gesprek met haar vader komt zij erachter dat hij wil leven en risico's wil nemen, maar haar moeder wil hier niet aan meewerken. Haar vader wil dit omdat hij in zijn omgeving alleen maar oudemensenverhalen hoort en dat er plotseling mensen overlijden. Hij wil nu van zijn leven gaan genieten. Noah gaat nu met de vader praten en beweegt hem ertoe de kwestie met zijn vrouw op te lossen.
Steve en Janet komen in contact met de elfjarige Peter die een genie is. Zij willen een verhaal schrijven over Peter vanwege zijn slimheid en dat hij nu al aanmeldingen krijgt van universiteiten. Steve vindt het een schande dat Peter geen kind kan zijn en altijd maar aan het leren is, Janet echter vindt hem een schatje. Zij nemen Peter mee naar een goochelvoorstelling en vragen aan de goochelaar of hij Peter kan hypnotiseren. De goochelaar zegt dat hij dit wel kan en hypnotiseert Peter, zodat hij een normaal kind wordt. Steve en Janet zijn nu in paniek omdat Peter niet meer zo slim is als vroeger en zijn bang voor de reactie van zijn moeder. Later blijkt dat Peter nog normaal is en dat hij alles in scène heeft gezet omdat hij niet wil studeren en nog over de universiteit wil nadenken.
In de goochelvoorstelling komt nog een verrassing: Kelly wordt het toneel op gestuurd als vrijwilligster voor zijn hypnoseshow. Hij brengt Kelly onder hypnose en stelt haar wat vragen, waaronder de vraag met wie zij het liefst op een onbewoond eiland zou zijn. Haar antwoord is: Dylan. Dit komt hard aan bij Matt en Gina, die nu met Dylan gaat. Bij het weggaan krijgen Gina en Kelly woorden en dit eindigt in een klap die Gina aan Kelly geeft.

## Rolverdeling
- Jennie Garth - Kelly Taylor
- Ian Ziering - Steve Sanders
- Brian Austin Green - David Silver
- Tori Spelling - Donna Martin
- Luke Perry - Dylan McKay
- Joe E. Tata - Nat Bussichio
- Lindsay Price - Janet Sosna
- Daniel Cosgrove - Matt Durning
- Vanessa Marcil - Gina Kincaid
- Vincent Young - Noah Hunter
- Katherine Cannon - Felice Martin
- Michael Durrell - Dr. John Martin
- Joel Brooks - Dr. Van Fertle
- Susan Mosher - K.T. Liss
- Shadoe Stevens - Sonny Sharp
- Robert Caso - Rick Miller
- Scott Terra - Peter Foley
- Brenda Varda - mevr. Foley